# Velódromo José de Jesús Mora Figueroa
O Velódromo de San Cristóbal ou bem oficialmente o Velódromo José de Jesús Mora Figueroa é o nome que recebe uma instalação desportiva multipropósito localizada no Município San Cristóbal da cidade de San Cristóbal capital do Estado de Táchira ao ocidente do país sul americano da Venezuela. Localiza-se perto da sede da Universidade Nacional Experimental do Táchira e de outros recintos desportivos como o Estádio Metropolitano de San Cristóval e o Estádio Poliesportivo de Povo Novo.
O espaço foi inaugurado formalmente a 24 de agosto de 1977. Tinha-se planificado a sua inauguração para um ano antes como parte das obras edificadas para os Panamericanos de Ciclismo de 1976, mas o espaço não esteve concluído na sua totalidade para o evento, pelo que se dispuseram estruturas temporárias de madeira para que fizessem as vezes de tribuna principal. No Mundial de Ciclismo de 1977 o velódromo recebeu a 14 mil pessoas aproximadamente. Baptizou-se-lhe com seu nome actual em honra de um reconhecido jornalista local. Tem recebido até 30 mil pessoas após as remodelagens realizadas ao longo do tempo.

## Especificações técnicas
Esta instalação está localizada na parte nordeste da capital tachirense, sobre uma altura de 1 028 metros sobre o nível do mar, com capacidade para 14 mil espectadores (remodelagens posteriores têm aumentado sua capacidade até poder albergar 30 mil espectadores).
O comprimento da pista é de 333,33 metros, com largura de 7 metros. A cada recta tem uma comprimento de 58,66 metros e as curvas de 108 metros. O comprimento do eixo maior é de 134,05 metros e a do eixo menor ou diâmetro é de 60,59 metros. Tem uma inclinação mínima nas rectas de 10 graus e a máxima nas curvas é de 40 graus.
Possui onze cabines de transmissão, 42 camerinos, sala de imprensa, sala de comunicações e salão presidencial, além dos ambientes adequados para um tipo de instalações desportivas deste género.